# 진수화
진수화(1999년 12월 24일 ~ )는 대한민국의 여성 치어리더이다.